# Izzy Shne Joachim
Izzy Shne Joachim (sinh ngày 11 tháng 5 năm 2000) là một vận động viên bơi lội người Vincent. Cô thi đấu trong các nội dung 50 m tự do và 100m tự do, 50 m, 100 m và 200 m ếch, 50m ngửa, 50m bướm và 100m cá nhân tại 2012 FINA Giải vô địch bơi thế giới (25 m). Joachim cũng đã tham gia các cuộc thi bơi ếch 50 m và 100 m tại Giải vô địch thể thao dưới nước thế giới 2013. Cô đã tham dự Thế vận hội Mùa hè 2016 trong nội dung bơi ếch 100 mét nữ; thời gian 1: 17,37 của cô ấy trong lượt bơi không đủ điều kiện để cô lọt vào bán kết.